# 行人

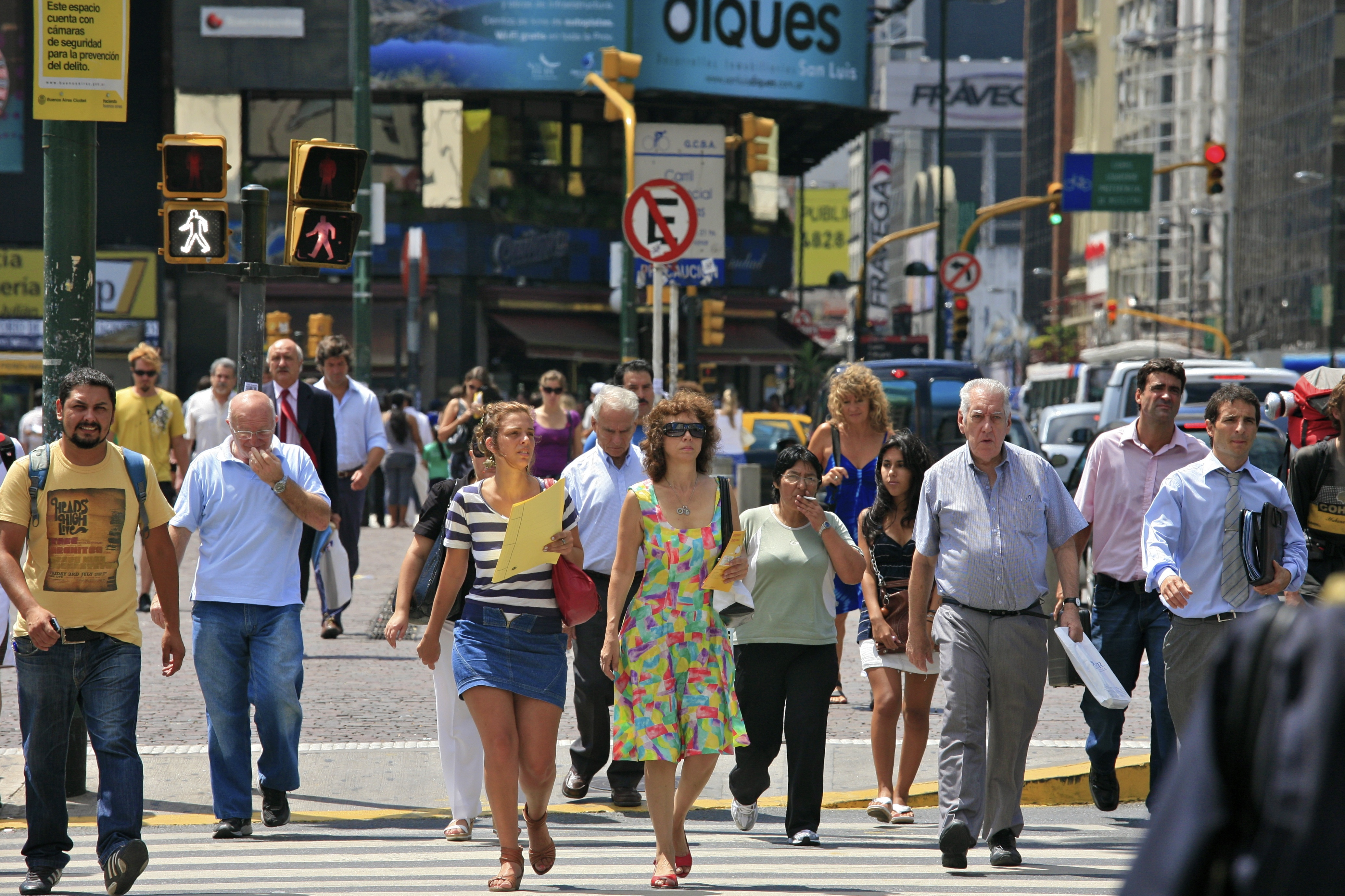
通過道路的行人

行人是指在道路上以步行或奔跑等方式行进的人，在全世界各国的觀念與交通法规中，行人都是一个非常重要的概念，行人受到高度尊重並擁有道路優先權，所有车辆都必须加以禮讓和特别保护行人；如果沒有停讓行人就會受到嚴重的處罰。大多數的道路上都设有行人專用的行人穿越道與專門提供行人行走的人行道。
美国华盛顿州法律中将行人定义为“Any person who is afoot or who is using a wheelchair or a means of conveyance propelled by human power other than a bicycle”，其内涵包括了利用体力出行的所有人群，包括步行者、利用轮椅或利用除自行车外的其他人力运输工具的人群。
在现代交通运输体系下，人们要外出旅行都会需要使用一种以上交通方式，因此，行人的概念超越了上述範圍。事實上，所有外出旅行的人均属于行人，包括使用各种街道、交通港站、体育场馆、大型商场、车辆、飛機、船只等交通设施或设备的人。
行人交通是一种基于体力出行的方式，与其他出行方式比较，行人交通具有一些鲜明的特点，其中，最核心的特点为多样性，即不同行人、不同环境、不同心理等条件下，行人交通所表现出来的行为及其对外界的作用效果是不同的。